# 피아노 협주곡 3번 (프로코피예프)

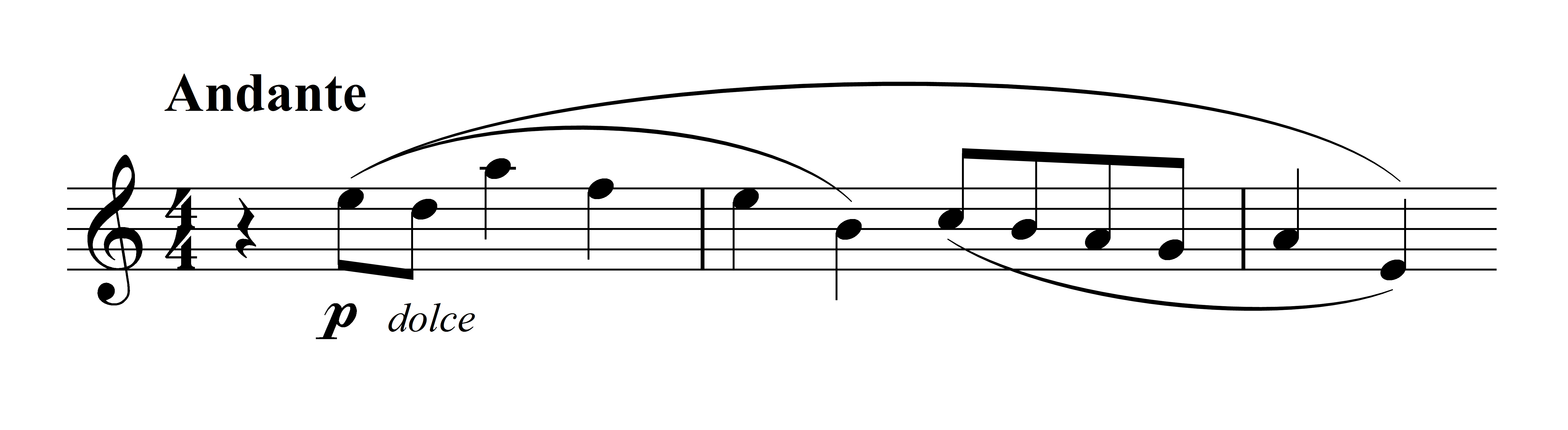
1악장의 클라리넷 도입부

세르게이 프로코피예프의 《피아노 협주곡 3번 다장조 작품번호 26》는 1921년에 완성된 협주곡으로써 프로코피예프가 작곡한 5개의 협주곡 중 가장 널리 알려져 있는 곡이다.

## 작곡 배경과 연주
프로코피예프는 1913년 초반부터 이 피아노 협주곡의 초안을 만들기 시작하였는데 이 때 그가 현재 2악장인 변주곡의 작곡이 완성된 시기였다. 그는 1916년부터 1917년 사이에 스케치를 다시 수정하였으나 1921년, 프랑스의 브르타뉴에서 여름을 보내기 전까지 협주곡의 작업을 중지했다.
프로코피예프는 1921년 12월 16일, 시카고 관현악단 (Chicago Symphony Orchestra)과 함께 협주곡의 피아노 파트를 초연하였다.
처음에 이 협주곡은 명성을 크게 얻지 못했으나 1922년, 파리에서 열린 연주에서 크게 성공을 거두었다. 소련에서의 첫 연주는 1925년 3월 22일에 이루어졌다.

## 악기 구성
- 독주 피아노
- 목관악기: 플루트2(제2는 피콜로 겸함), 오보에2, 클라리넷2, 바순2
- 금관악기: 호른4, 트럼펫2, 트롬본3
- 타악기: 팀파니, 큰북, 심벌즈, 캐스터네츠, 탬버린
- 현악기: 바이올린, 비올라, 첼로, 더블베이스

## 악곡 구성
프로코피예프의 피아노 협주곡 3번은 다음과 같은 세 악장으로 구성되어 있다.
1. 안단테 (Andante) - 알레그로 (Allegro) 다장조
2. 테마 콘 베리아치오니 (Tema con variazioni) 마단조
3. 알레그로, 마 논 트로포 (Allegro, ma non troppo) 다장조

일반적인 연주 시간은 약 30분정도로 각 악장의 길이가 거의 같다.